# 戸田市立戸田中学校
戸田市立戸田中学校（とだしりつ とだちゅうがっこう）は、埼玉県戸田市本町にある公立中学校。

## 沿革
- 1947年（昭和22年）4月1日 - 戸田町立戸田中学校として開校。
- 1966年（昭和41年）10月1日 - 市制施行により埼玉県戸田市立戸田中学校に改称。

## 出身者
- 宇賀神友弥 - 元プロサッカー選手
- 長谷川唯 - 女子プロサッカー選手
- 藤田ニコル - タレント、ファッションモデル
- 松本忠 - 風景画家